# Партесний мотет
Партесний мотет — вокально-ансамблевий музичний жанр XVII — першої половини XVIII століття в українській, білоруській та російській музиці, побудований на протиставленні-змаганні різних груп невеликого вокального ансамблю a cappella. Один із жанрів партесного співу у жанровій класифікації партесних творів за способом їх виконання (також існують партесний концерт і партесні твори з постійним багатоголоссям). Відповідно до класифікації Н. О. Герасимової-Персидської, партесними мотетами вважаються партесні твори перемінного багатоголосся на 6 або менше голосів. Твори, що мають більшу кількість голосів, належать до жанру партесного концерту. Не варто плутати партесні мотети як різновид партесної музики змінного багатоголосся (застосовуються принципи концерту) із партесними творами постійного багатоголосся, які також розраховані на невелику кількість голосів (зазвичай, 3–4 голоси).

## Пам'ятки українського партесного мотета
Найзначніші пам'ятки українського партесного мотета збережені завдяки двом сербським рукописам, що походять із України, але зберігаються в бібліотеці «Матице Српска» в місті Нові Сад (Сербія). Це два комплекти поголосників — на 5 і 6 голосів відповідно. Частина творів із цих рукописів розшифрована і видана

## Нотні видання
- Українські партесні мотети початку XVIII століття з Югославських зібрань. Київ, 1991.